# Anton Dietl (Politiker, 1868)

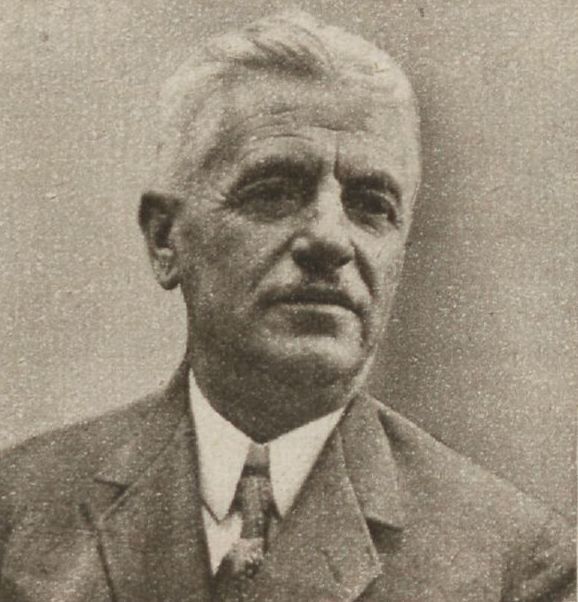
Anton Dietl

Anton Dietl (geboren 13. Oktober 1868 in Mödling, Österreich-Ungarn; gestorben 31. Mai 1945 in Prag) war ein tschechoslowakischer Politiker (DSAP). 

## Leben
Dietl, Sohn eines Kattundruckers, begann mit 14 Jahren eine Lehre in einer Metallwarenfabrik, engagierte sich in der Gewerkschaft und wurde auch politisch aktiv. Er wurde zunächst Bezirkssekretär im 10. Wiener Gemeindebezirk und ging 1903 nach Saaz, wo er als Redakteur des sozialdemokratischen Parteiblatts arbeitete. 1910 wurde er Landessekretär des Zentralverbands der österreichischen Genossenschaften in Prag.
Nach dem Ersten Weltkrieg wurde Dietl Direktor des Wirtschaftsamts in der deutsch-böhmischen Landesregierung, später Sekretär des Verbandes deutscher Wirtschaftsgenossenschaften. 
1920, 1925 und 1929 wurde er für die Deutsche sozialdemokratische Arbeiterpartei in der Tschechoslowakischen Republik (DSAP) ins Abgeordnetenhaus der Tschechoslowakei gewählt.
Dietl wurde am 5. Mai 1945 von tschechischen Partisanen verschleppt.